# José Fernando González
José Fernando González Sánchez (Jaca, 28 de mayo de 1836- Madrid, 7 de julio de 1915) fue un político y periodista español.

## Biografía
Estudió la carrera de Derecho en Zaragoza y el doctorado en Salamanca. Sus padres eran de modesta condición y tuvo que trabajar para costearse sus estudios ayudándoles al propio tiempo.
Republicano convencido fue diputado por Huesca y Alicante y en 1873 ministro de Gracia y Justicia y ministro de Fomento donde estableció el germen de los modernos servicios de arbitraje laboral. Tras la restauración borbónica en España se exilió a Portugal y Francia. Regresó en 1881 y fue senador por la provincia de Puerto Príncipe (Cuba) (1887-1890), por la Sociedad Económica de La Habana (Cuba) (1893-1899) y por la provincia de Guadalajara (1899-1902). Intervino decididamente en la creación de la Institución Libre de Enseñanza.
A lo largo de su vida colaboró en publicaciones como La Nueva España, La Discusión y La Democracia.